# Sacciolepis chevalieri
Sacciolepis chevalieri är en gräsart som beskrevs av Otto Stapf. Sacciolepis chevalieri ingår i släktet Sacciolepis och familjen gräs. Inga underarter finns listade i Catalogue of Life.